# Ithycyphus perineti
Espèce
Statut de conservation UICN

 LC  : Préoccupation mineure
Ithycyphus perineti est une espèce de serpents de la famille des Lamprophiidae. Fandrefiala est le nom vernaculaire.  
Voici quelques synonymes: 
- Ithycyphus perineti DOMERGUE 1986[2]
- Ithycyphus perineti — GLAW & VENCES 1994[3]
- Ithycyphus perineti — WALLACH et al. 2014[4]

## Répartition
Cette espèce est endémique de Madagascar.  

## Description
Ithycyphus perineti est une espèce de serpents de la famille des serpents nocturnes africains, le tableau suivant montre les attributs de cette espèce :
| Attributs                | Ithycyphus perineti                   |
| ------------------------ | ------------------------------------- |
| Reproduction             | ovipare                               |
| Symétrie du corps        | bilatéralement symétrique             |
| Système auditif          | otolithes                             |
| Cellularité              | multicellulaire                       |
| Domaine biogéographique  | afrotropiques                         |
| Répartition géographique | Canal de Mozambique, Madagascar       |
| Habitat                  | terrestre                             |
| Locomotion               | ondulatoire                           |
| Squelette minéralisé     | contenant de l'apatite                |
| Se nourrit de            | Uroplatus sameiti Böhme & Ibisch 1990 |
| Système visuel           | yeux cornées                          |

## Publication originale
- Domergue, 1986 : Notes sur les serpentes de la region malgache 6. Le genre Ithycyphus Günther, 1873; description de deux especes nouvelles. Bulletin du Muséum d'histoire naturelle de Paris, vol. 8, n. 2, p. 409-434.